# 柳家庄站
柳家庄站是位于宁夏回族自治区中卫市沙坡头区镇罗镇河沟村的一个铁路车站，邮政编码751701。车站建于1992年，有包兰铁路和太中银铁路经过该站，现不办理客货运业务，车站及其上下行区间均为电气化区段。车站距离包头站653公里、太原南站734公里，隶属兰州铁路局迎水桥站，是五等站。